# Milica Miljković
Milica Miljković (serbisch-kyrillisch Милица Миљковић; * 3. Februar 2005) ist eine serbische Volleyballspielerin.

## Karriere
Miljković spielte von 2022 bis 2025 mit dem SV Lohhof in der Zweiten Liga Süd. Dort kam die Serbin sowohl im Außenangriff als auch als Libera zum Einsatz. 2025 wurde sie vom Erstligisten Ladies in Black Aachen verpflichtet.